# Zarechni (Sochi)
Zarechni (del ruso: Заречный) es un microdistrito perteneciente al distrito Central de la unidad municipal de la ciudad-balneario de Sochi del krai de Krasnodar del sur de Rusia. Tiene alrededor de 30 000 habitantes.
Está situado en la zona oriental del distrito, en la ladera que desciende del monte Makárenko (nombre por el que es también conocido popularmente el barrio) a la orilla izquierda del río Sochi. Sus principales calles son las calles Makárenko, Abrikósovaya y 60 let VLKSM.

## Historia
Previamente a la presencia del Imperio ruso, aquí se hallaban las tierras del príncipe ubijo Hadji Berdzek. Tras el muhayir de estos pueblos, se asentaron colonos rusos (60 familias) y alemanes (22 familias) en 1869, fundando una colonia que es conocida como Kolonki o Navaguinka y construyendo una iglesia luterana. En 1976 se inició la construcción de las viviendas, del microdistrito actual, , de 5 a 12 pisos de altura, según el diseño de los arquitectos A. Lantanovich y G. Shapovalov. Inicialmente fue denominado Korchaguinski.

## Lugares de interés
- Iglesia del Apóstol San Andrés, construida en 1999.

## Servicios
En el microdistrito hay tres escuelas (n.º 6, n.º 15 y n.º 44), varios edificios de la Universidad Estatal de Sochi, varios jardines de infancia y una policlínica, entre otros servicios.